# Florence (Idaho)
Florence è un unincorporated area degli Stati Uniti d'America, nello stato dell'Idaho, nella Contea di Idaho.
In passato era una città che contava 52 abitanti (censimento 1910) e negli anni '20 fu subito abbandonata, rendendola così una città fantasma.
| Controllo di autorità | VIAF (EN) 142074519 · LCCN (EN) n98038237 · J9U (EN, HE) 987007535865205171 |